# Goodland
Goodland es un lugar designado por el censo ubicado en el condado de Collier en el estado estadounidense de Florida. En el Censo de 2010 tenía una población de 267 habitantes y una densidad poblacional de 284,78 personas por km².

## Geografía
Goodland se encuentra ubicado en las coordenadas 25°55′29″N 81°38′47″O / 25.92472, -81.64639. Según la Oficina del Censo de los Estados Unidos, Goodland tiene una superficie total de 0.94 km², de la cual 0.4 km² corresponden a tierra firme y (57.46%) 0.54 km² es agua.

## Demografía
Según el censo de 2010, había 267 personas residiendo en Goodland. La densidad de población era de 284,78 hab./km². De los 267 habitantes, Goodland estaba compuesto por el 98.88% blancos, el 0% eran afroamericanos, el 0.37% eran amerindios, el 0.75% eran asiáticos, el 0% eran isleños del Pacífico, el 0% eran de otras razas y el 0% pertenecían a dos o más razas. Del total de la población el 1.5% eran hispanos o latinos de cualquier raza.